# Саратський район
Сара́тський райо́н — колишня адміністративна одиниця на південному заходу Одеської області. Районний центр – селище міського типу Сарата.
Ліквідований відповідно до Постанови Верховної Ради України «Про утворення та ліквідацію районів» від 17 липня 2020 року № 807-IX.

## Загальні відомості
Саратський район був розташований на південному заході Одеської області та займав територію площею 147,5 тис. га, у тому числі сільськогосподарські угіддя — 135,2 тис. га, із них рілля 106,5 тис. га, багаторічні насадження — 7,6 тис. га, пасовище — 16,7 тис. га, сіножать — 1,3 тис. га.
Район межував на заході — з Білгород-Дністровським, на півдні — з Татарбунарським та Арцизьким, на північному заході — Тарутинським районами Одеської області.
Районний центр Сарата був розташований на відстані 140 км від Одеси.

## Географія

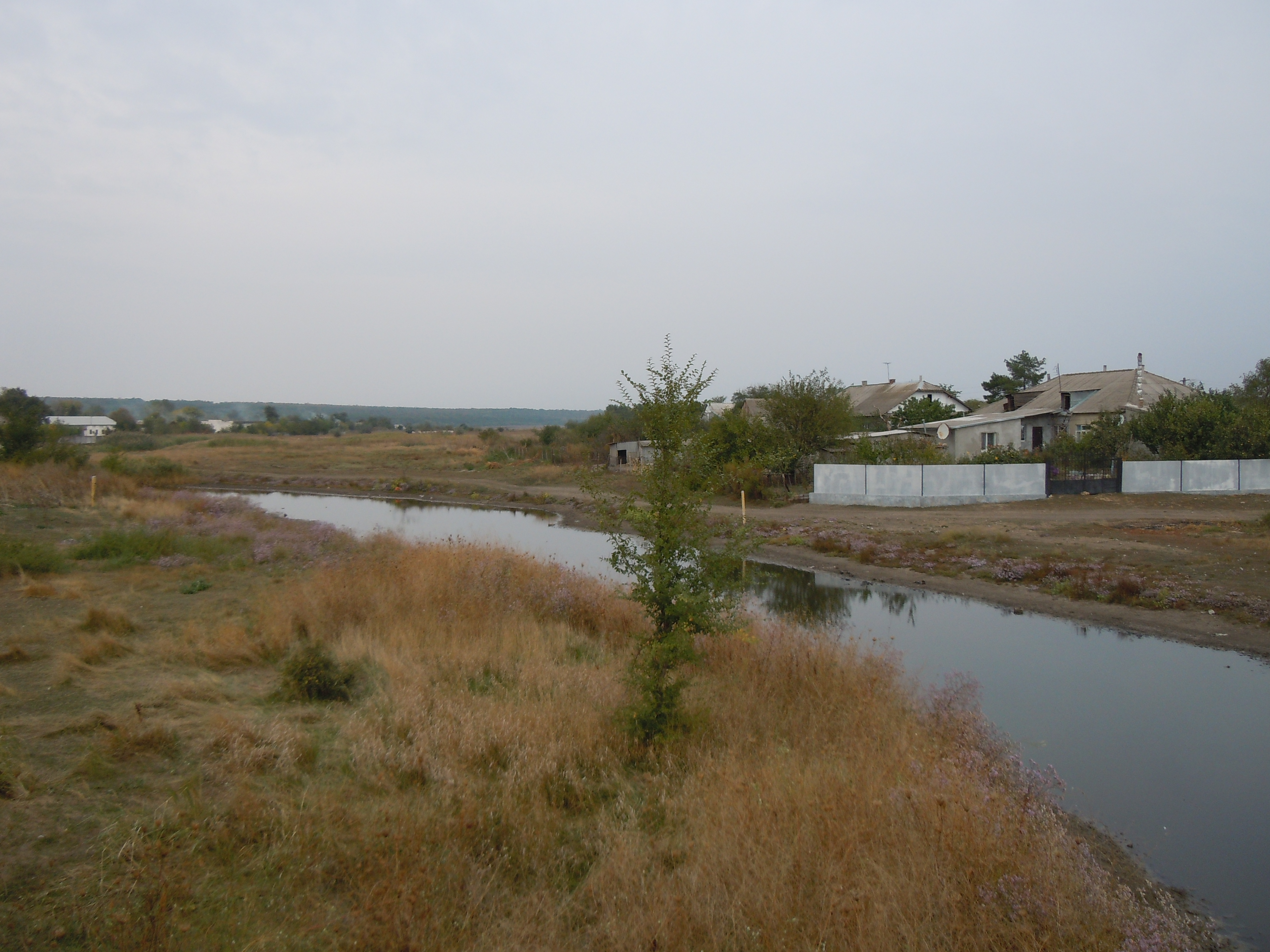
Річка Сарата

Район розташований на території Причорноморської низовини.
Загальний ухил поверхні району з півночі на південь, у напрямку до Чорного моря, що визначається за напрямком плину річок та головних балок району. Більшу частину території займає степова хвиляста рівнина, перетнута річками, що протікають з півночі на південь.
Територія району розсічена долинами річок на окремі дільниці-міжріччя, що представляють вододіли. У межах району розміщений вододіл між лиманом Сасик та річкою Когильник, яка у нього впадає.
Річки Саратського району за своїми розмірами незначні та маловодні у результаті недостатньої кількості атмосферних опадів й великого випарювання. Найбільшими є річки Сарата, Хаджидер, Когильник. Всі вони за межами району впадають у лимани, з'єднані із Чорним морем.
Відповідно до географічного положення, територія району характеризується помірно-теплим, сухим кліматом.

## Населення

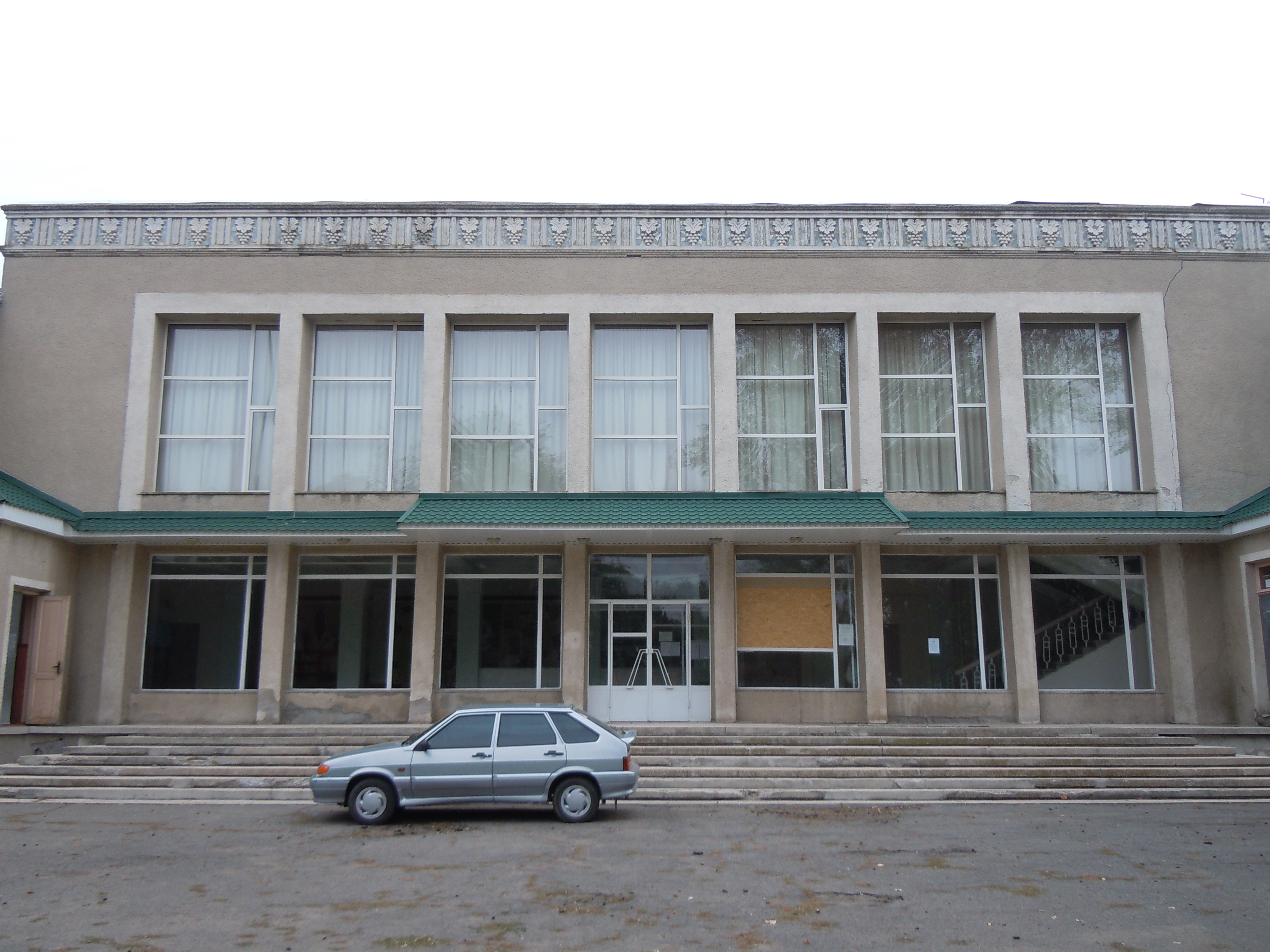
Будинок клубу із Музеєм Болгарської культури в селі Зоря

Населення району проживає у 38 населених пунктах (одне з яких є селищем міського типу), які входять до однієї селищної та 22-х сільських рад.
Станом на 1 січня 2009 року, чисельність населення району складає 47123 осіб, у тому числі 4718 міського та 42405 сільського. Осіб пенсійного віку — 13276.
У 2008 році прибуло 850 осіб, вибуло 828 осіб, народжувалось 659 дітей, померло 857 осіб. Порівняно з 2007 роком народжуваність збільшилась на 3 %, смертність збільшилась на 5,0 %.
Із загальної чисельності населення очікувані трудові ресурси становлять 48,6 %. Зайнятість трудових ресурсів у суспільному господарстві незначно скоротилася і становить 56,6 % у тому числі:
- у промисловості зайнято 1,1 % усіх зайнятих в народному господарстві району
- у будівництві — 1,1 %;
- у сільському господарстві — 52,3 %;
- в інших галузях — 45,5 %.

За формами власності зайнятість трудових ресурсів розподіляється відповідно:
- на об'єктах державної і комунальної власності зайнято 31,6 % усіх зайнятих у народному господарстві району;
- на об'єктах приватної власності — 68,4 %.

Національний склад населення району за переписом 2001 року
- українці — 43,9 %
- болгари — 20,0 %
- молдовани — 19,0 %
- росіяни — 15,9 %
- гагаузи — 0,3 %

Етномовний склад населених пунктів району за переписом 2001 р. (рідна мова населення)
|                             | українська | російська | болгарська | молдовська |
| --------------------------- | ---------- | --------- | ---------- | ---------- |
| Саратський район            | 41,29      | 21,42     | 19,13      | 17,62      |
| смт Сарата                  | 43,77      | 50,26     | 3,08       | 2,14       |
| с. Введенка                 | 5,22       | 91,53     | 1,18       | 1,58       |
| с. Долинка                  | 37,8       | 39,52     | 8,59       | 11,34      |
| с. Забари                   | 95,85      | 1,54      | 0,46       | 2          |
| с. Зоря                     | 3,74       | 3,71      | 91,43      | 0,62       |
| с. Костянтинівка            | 85,45      | 8,18      | 6,36       | -          |
| с. Кулевча                  | 4,69       | 5,51      | 89,14      | 0,5        |
| с. Крива Балка              | 87,36      | 6,73      | 0,76       | 3,68       |
| с. Над'ярне                 | 93,93      | 0,93      | 0,47       | 4,44       |
| с. Міняйлівка               | 0,43       | 1,4       | 0,18       | 97,87      |
| с. Фуратівка                | 0,43       | 0,85      | 1,28       | 97,44      |
| с. Мирнопілля               | 71,72      | 5,43      | 1,81       | 20,81      |
| с. Кам'янка                 | 77,46      | 1,41      | 9,86       | 11,27      |
| с. Нова Іванівка            | 92,31      | 4,81      | 0,96       | 1,92       |
| с. Нова Плахтіївка          | 83,12      | 9,09      | 1,3        | 3,9        |
| с. Михайлівка               | 87,33      | 4,27      | 2,48       | 4,82       |
| с. Надежда                  | 75,62      | 15,32     | 1,48       | 6,92       |
| с. Благодатне               | 51,45      | 16,76     | 13,29      | 17,34      |
| с. Молдове                  | 85,77      | 5,69      | 0,36       | 8,01       |
| с. Негрове                  | 91,35      | 6,39      | -          | 2,26       |
| с. Пасічне                  | 63,36      | 12,72     | 3,88       | 19,83      |
| с. Миколаївка-Новоросійська | 82,92      | 14,04     | 1,23       | 1,81       |
| с. Новоселівка              | 2,07       | 5,37      | 0,47       | 91,63      |
| с. Петропавлівка            | 3,04       | 88,57     | 0,09       | 7,77       |
| с. Плахтіївка               | 93,89      | 5,38      | 0,27       | 0,25       |
| с. Розівка                  | 28,01      | 34,64     | 35,38      | 1,84       |
| с. Ройлянка                 | 95,88      | 2,46      | 0,46       | 0,8        |
| с. Лугове                   | 98,11      | 1,89      | -          | -          |
| с. Світлодолинське          | 71,37      | 21,37     | 1,26       | 3,97       |
| с. Сергіївка                | 9,23       | 82,89     | 5          | 2,11       |
| с. Старосілля               | 0,98       | 1,53      | 0,43       | 96,63      |
| с. Семисотка                | -          | -         | -          | 100        |
| с. Успенівка                | 7,9        | 91,06     | 0,54       | 0,45       |
| с. Комишівка Перша          | 92,13      | 6,74      | 1,12       | -          |
| с. Фараонівка               | 7,83       | 16,3      | 0,37       | 74,81      |
| с. Пшеничне                 | 57,4       | 12,53     | 0,68       | 28,02      |
| с. Ярославка                | 92,01      | 4,65      | 1,6        | 1,38       |
| с. Великорибальське         | 67,03      | 29,04     | 1,09       | 2,84       |

## Народне господарство
На території району діють 22 підприємства з виробництва та переробки сільськогосподарської продукції, у тому числі виробничих кооперативів − 10 од; ВАТ − 4; ТОВ — 3 од; ПП — 3 од.; СФГ — 2 од.
Всього в районі зареєстровано:
- ТОВ — 38 од.;
- ВАТ — 8 од.;
- Промислові підприємства — 3 од., із них ТОВ — 2 од.
- Будівельних організацій — 10д., із них ВАТ — 1 од;
- Приватних підприємств — 63 од.;
- Кооперативів — 3 од.;
- Фермерських господарств — 176 у тому числі 1 філія, в їх користуванні 22130,1 га землі, з них мають земельні ділянки вище 100 га — 22 ФГ;
- Районна споживча спілка — 1 од.;
- Споживчих господарств РСС: — сільпо — 6 од., ДП «Ринок Саратської райспоживспілки» — 1 од, ДП «Розрахункова оптова база» — 1 од, ДП «Об'єднання громадського харчування Саратської райспоживспілки» — 1 од.;
- Церков — 17 од.;
- Молитовних домів — 14 од.

Промисловість району представлено підприємствами харчової промисловості. Обсяг виробленої продукції за 2008-й рік становить:
- ТОВ «Саратський завод продовольчих товарів» — консервна продукція 21242,0 тис. грн.;
- СВК «Дружба» — ковбасні вироби — 364,0 тис. грн. (16 т), хліб — 395,0 тис. грн.(304 т), комбікорм — 1,4 тис. грн. (2303 т), борошно — 385,0 тис. грн. (385 т), олія — 41,0 тис. грн.(20 т).
- Поліграфічної промисловості — приватне підприємство «Саратська друкарня» — бланки 160,0 тис. грн.

Будівельні організації:

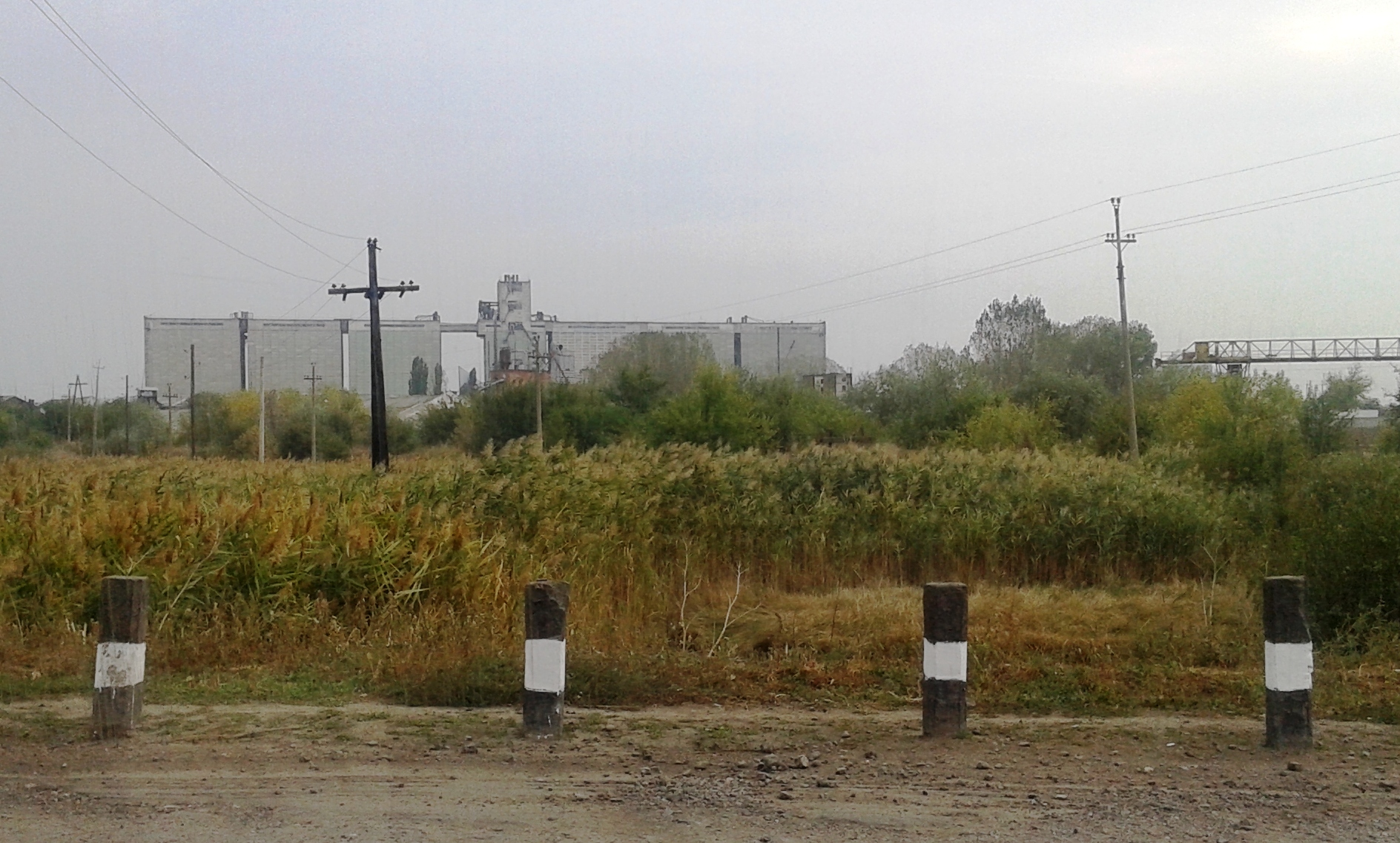
Саратський елеватор

- Філія «Саратський райавтодор» Дочірнього підприємства «Одеський облавтодор» ВАТ «Державна акціонерна компанія „Автомобільні дороги України“»;
- ДЄУ Дочірнього підприємства «Одеський облавтодор» ВАТ «Державна акціонерна компанія „Автомобільні дороги України“»;
- Саратське районне будівельно-монтажне об'єднання «Райагробуд»;
- Орендне підприємство «Агрошляхбуд» асоціації «Облагрошляхбуд»;
- ТОВ «Райселькомунгосп»;
- ПП «Будівельник —2», ТОВ «Сарата Будком», ТОВ «Тігос», ПП «НП Строй».

У районі здійснюється видобуток будівельного каменю, є запаси цегляної сировини.
Підприємства зв'язку:
- Районний вузол зв'язку «Укрпошта»
- Районний вузол електрозв'язку «Саратарайтелеком»

## Сільське господарство

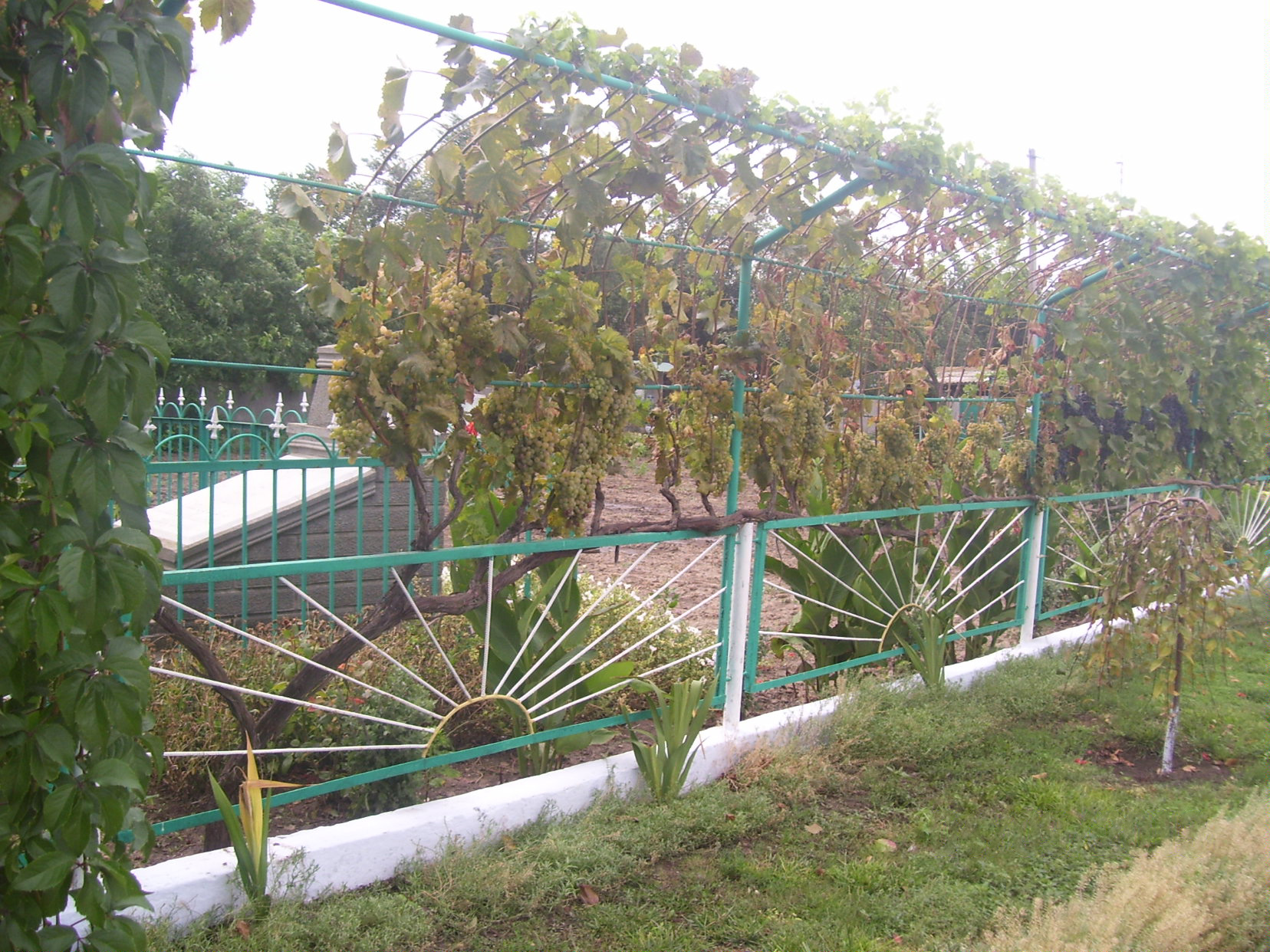
Врожай винограду в селі Зоря

Виробниче направлення району — зерно—м'ясо—молочне. Розвинуте виноградарство.
Район виробляє: факт тисяч тон 2008 р.
|                             | За всіма категоріями господарств | У тому числі за сільськогосподарськими підприємствами |
| Зернові                     | 203,9                            | 99,1                                                  |
| Соняшнику                   | 9,6                              | 6,3                                                   |
| Овочів і баштанових культур | 38,2                             | -                                                     |
| Винограду                   | 12,2                             |                                                       |
| Молока                      | 21,5                             | 6,3                                                   |
| М'яса                       | 3,5                              | 1,4                                                   |

Врожайність зернових в 2008 році за всіма категоріями сільгоспвиробників — 32,5 ц/га. Для переробки сільськогосподарської продукції в господарствах району збудовано 11 млинів, 19 олійниць, 5 крупорушок, 7 пекарень, 2 молочних цехів, 20 різницьких площ, 4 виноробних виробництв, 3 консервних цехи.
Сільськогосподарські підприємства мають станом на 01.01.2009 р. — тракторів 759 шт., вантажних автомашин — 466 шт., зернових комбайнів − 227 шт. сівалки — 375 шт., плуги — 260 шт., культиватори — 468 шт.

## Соціальна сфера

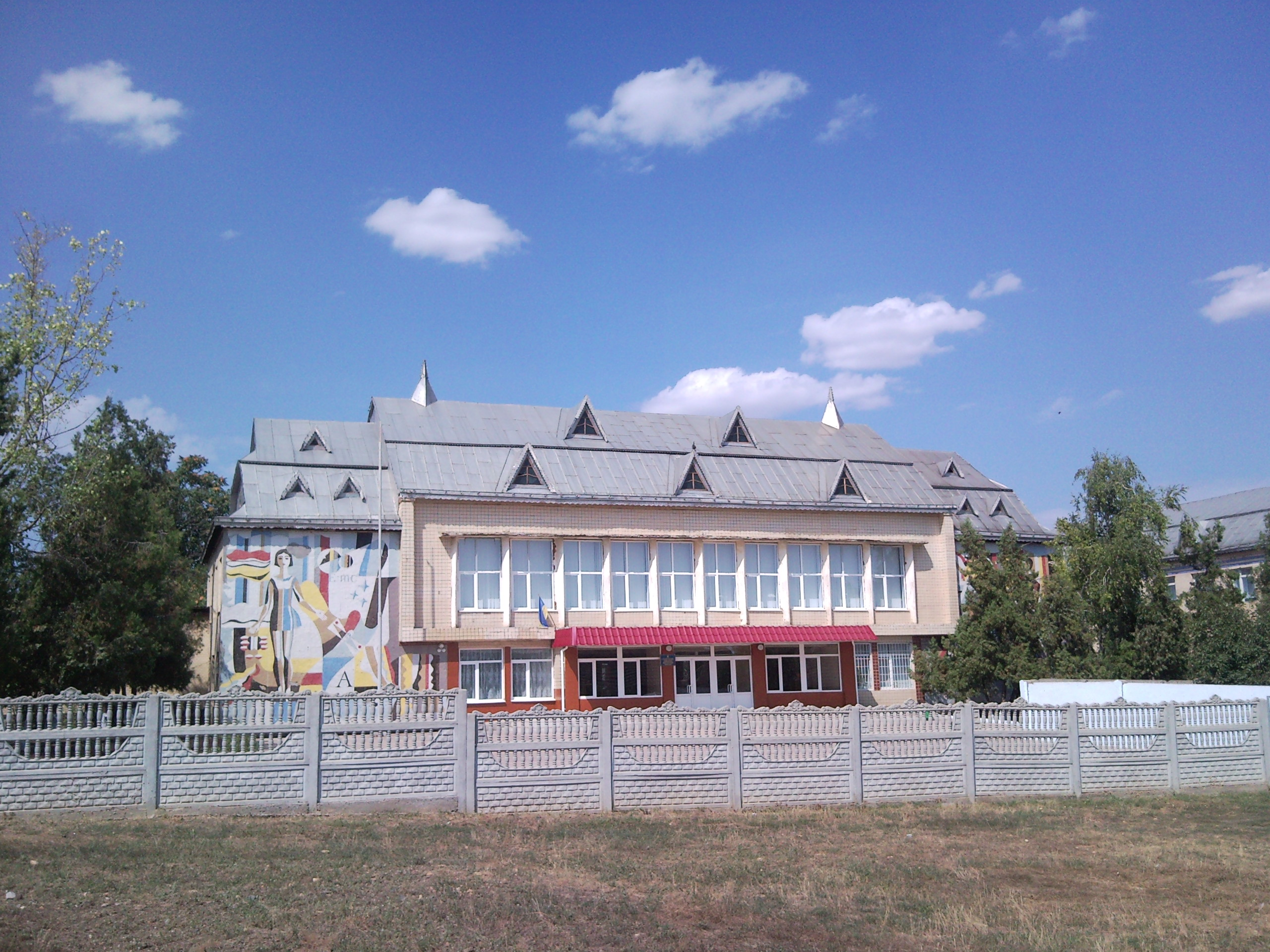
Школа в селі Кулевча

Рівень забезпеченості об'єктами інфраструктури недостатній, що позначається на комплексному і соціальному розвитку району.
Житловий фонд становить 973,5 тис. м². Середня забезпеченість одного мешканця загальною житловою площею — 19,7 м².
На території району функціонує 30 шкіл, у яких навчається 6130 учнів, у школі-інтернаті — 125 учнів, у 30 дошкільних дитячих установ 1869 дітей. Працюють з українською мовою — 19 шкіл, з українсько–російською — 6, з російською — 1, молдовською — 1, з українсько–російською–молдовською — 2, українська та молдовська — 1.
Працюють з українською мовою 21 дитячий заклад, з російською — 5, з молдовською — 4.
У районі функціонує ЦРЛ, 21 ФАПі і ФП с. Кулевча діє дільнична лікарня на 20 ліжок. Функціонує 6 лікарськіх амбулаторії, у тому числі 2 амбулаторії сімейної медицини в с. Зоря, с. Миколаївка-Новоросійська, с. Плахтіївка. Планова можливість стаціонарного лікування — 305 ліжок та амбулаторно-поліклінічної допомоги на 730 відвідувань в зміну. При ЦРЛ діє 1 відділення швидкої допомоги. В населених пунктах району налічується 13 аптек (у тому числі три ветеринарні), від них відкрито 4 пункти та 1 кіоск.

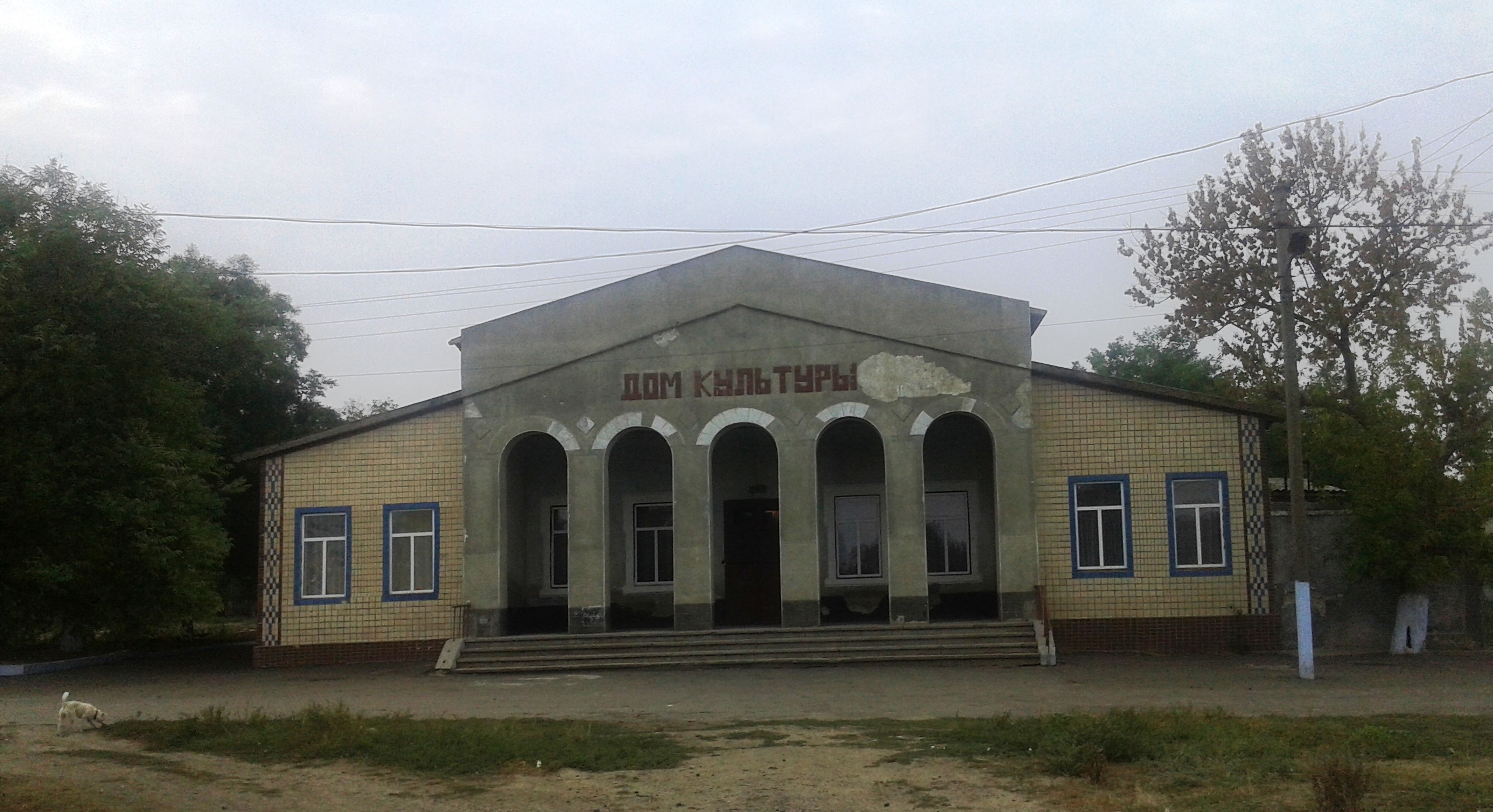
Будинок культури в селі Миколаївка-Новоросійська

Наявність 28 клубів і будинків культури на 6,9 тис. місць дозволила досягти рівень забезпеченості клубними установами 13 місць на 100 жителів. В клубних установах функціонує 94 клубних формувань, з них 73 гуртки та аматорських колективів, у яких беруть участь понад 893 осіб різного віку, у тому числі 728 осіб шкільного віку. Є централізована бібліотечна система у складі 2 районних: для дітей та дорослих, 34 бібліотеки — філій у сільський місцевості. Школа естетичного виховання на 200 учнів, це КЗ «Саратська дитяча музична школа» до складу якої входять 4 філії (с. Плахтіївка, с. Новоселівка, с. Михайлівка, с. Зоря). Працює 5 громадських музеїв (с. Успенівка, с. Надежда, с. Ярославка, с. Кулевча, с. Миколаївка-Новоросійська), 1 районний історично–краєзначний музей — філія районного будинку культури.
Народні аматорські колективи:
- ансамбль пісні і танцю «Мерцишор» Новоселівського СБК
- народний ансамбль болгарського танцю «Камчик» Зорянського СБК
- народний фольклорний ансамбль болгарської пісні «Янка» Зорянського СБК
- оркестр болгарських народних інструментів «Хоро» Зорянського СБ
- народний фольклорний етнографічний ансамбль «Русские посиделки» Сергієвського СБК, також мають звання «народний»
- фольклорно-етнографічний ансамбль «Українські вечорниці» Плахтіївського СБК
- ансамбль танцю «Амазонка» Плахтіївського СБК
- сімейний ансамбль «Плачинда–Сирбу» Новоселівського СБК
- фольклорний ансамбль пісні «Бессарабія» Успенівського СБК
- чоловічий вокальний ансамбль української народної пісні «Чуматський шлях»
- чоловічий вокальний ансамбль популярної музики «Зорепад» Михайлівського будинку культури.

У районі функціонує каналізація. Централізовану систему водопостачання мають 21 населений пункт. Населені пункти постачаються водою за рахунок підземних джерел з артезіанських свердловин та шахтних криниць. Експлуатаційні можливості горизонтів зменшуються.
Система центрального теплопостачання відсутня. Котельні (33 од., із них у міській місцевості — 13) локальні.
Мережа газопостачання відсутня. Зріджений газ постачається до всіх населених пунктів.
Електропостачання району здійснюється від Ізмаїльського підприємства електричних мереж.

## Транспорт

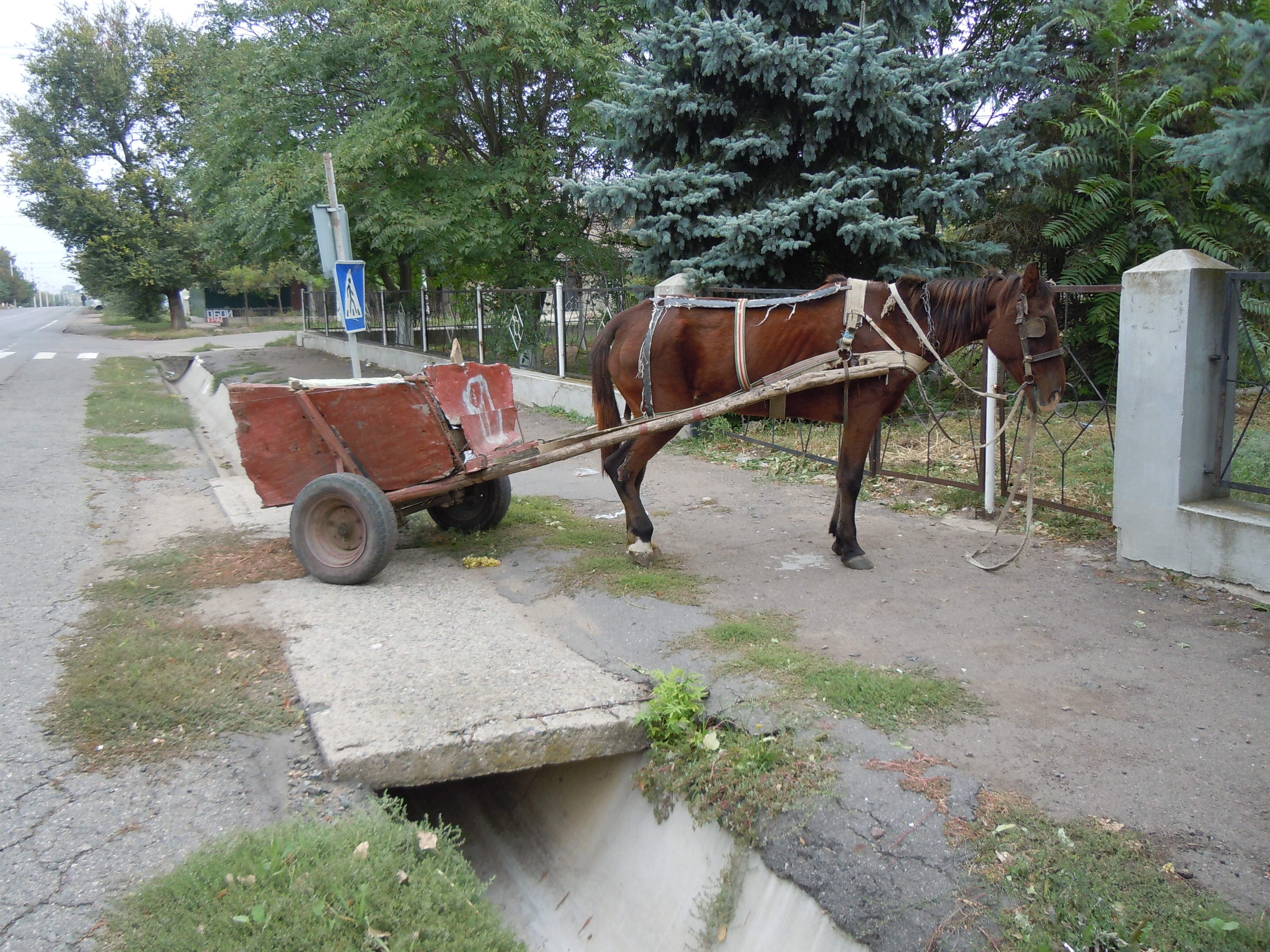
Підвода — поширений вид транспорту серед місцевого населення. Автошлях (Одеса-Ізмаїл) в селі Зоря

Саратський район має розгалужену мережу автошляхів, які зв'язують районний центр Сарата з іншими районними центрами Одеської області та низкою населених пунктів у середині району.
Протяжність автошляхів загального користування складає 460 км, із них доріг із твердим покриттям — 439 км, питома вага яких 95 % до загальної протяжності автошляхів.
Через територію району проходить залізнична магістраль Одеса — Ізмаїл. На ній розташовані дві залізничні станції Сарата та Кулевча.
Річки — Каплань.

## Політика
25 травня 2014 року відбулися Президентські вибори України. У межах Саратського району було створено 39 виборчих дільниць. Явка на виборах складала — 47,63 % (проголосували 16 288 із 34 194 виборців). Найбільшу кількість голосів отримав Петро Порошенко — 44,71 % (7 282 виборців); Сергій Тігіпко — 15,90 % (2 590 виборців), Юлія Тимошенко — 11,81 % (1 923 виборців), Вадим Рабінович — 4,95 % (806 виборців), Михайло Добкін — 4,49 % (731 виборців). Решта кандидатів набрали меншу кількість голосів. Кількість недійсних або зіпсованих бюлетенів — 3,15 %.